# Guerra Ndwandwe–Zulu
A Guerra Ndwandwe–Zulu ou Guerra Civil Zulu 1817-1819 foi uma guerra travada entre o reino zulu e a tribo Ndwandwe na África do Sul..
Os Zulus eram originalmente uma pequena tribo que havia migrado para o planalto oriental da atual África do Sul. Eles se tornaram uma nação forte e tribal, em grande parte devido aos esforços de um cacique ambicioso chamado Shaka (reinou de 1787-1828). Um jovem rebelde, Shaka foi afastado de seu pai, que era um chefe Zulu, e tornou-se um guerreiro com o povo Mthethwa.O cacique Dingiswayo e Shaka tornaram-se reconhecidos como chefes dos Zulus da tribo Mtetwa, Shaka depois que o pai morreu em 1816. Os dois chefes eram amigos próximos, e seus guerreiros lutaram juntos contra o inimigo comum, como a tribo Ndwandwe liderada pelo rei Zwide. Após Dingiswayo ser assassinado por Zwide, as pessoas colocaram Mthethwa sob o comando de Shaka e tomaram o nome Zulu. Shaka revolucionou as formas tradicionais de combate ao introduzir a azagaia (lança que parecia ter uma luz na ponta), como uma arma, e organizar em unidades disciplinadas guerreiros que lutaram em formações cerradas para trás com grandes escudos de couro. Na Batalha de Gqokli Hill, em 1819, suas tropas e táticas prevaleceram sobre a superioridade numérica do povo Ndwandwe, que não conseguiu destruir o exército Zulu em seu primeiro encontro.
O Ndwandwe e os zulus reuniram-se novamente em combate na Batalha do Rio Mhlatuze em 1820. As táticas Zulus novamente prevaleceram, pressionando um ataque quando o exército Ndwandwe foi dividido durante a travessia do Rio Mhlatuze. Guerreiros Zulus chegaram na aldeia de Zwides perto da atual Nongoma antes da notícia da derrota, e se aproximaram do acampamento Ndwandwe cantando vitória. Zwide foi morto, e a maioria dos Ndwandwe abandonaram suas terras e migraram para o norte e leste. Este foi o início da Mfecane, uma migração catastrófica e sangrenta de muitas tribos diferentes na área, inicialmente escaparam dos zulus, causando sua própria destruição depois de adotar táticas Zulus na guerra. No entanto, esse desmembramento levou também à criação de novos estados, como o Império de Gaza, em Moçambique.